# Мончин
Мо́нчин — село в Україні, у Погребищенській міській громаді Вінницького району Вінницької області.
Розташоване за 26 км від адміністративного центру громади, міста Погребище Населення становить 609 осіб.

## Географія
Селом тече струмок Селець.
Селом тече річка Вільшанка.

## Історія
Село було заселене українськими переселенцями в І пол. XVIII століття.
Вперше на карті Мончин показано на «Генеральній карті Київської губернії», виданій у Санкт-Петербурзі у 1824 році.
Станом на 1864 рік в селі Мончин (розміщене при вершині струмка Вільшанка в 1 верстві від Сопина) проживало 892 осіби, при ньому було 2084 десятин землі. Також існувала дерев'яна церква Богородична 6-го класу, побудована в 1756 році. Маєток, село та селяни-кріпаки належать потомкам Ігнатія Корнелевського.
Був волосним центром Мончинської волості, після її розформування увійшов до складу Спичинецької волості.
У березні 1923 стає частиною Самгородського району Бердичівської округи на Київщині.
17 червня 1925 Самгородський район розформований, територія Мончинської сільради передана до складу Погребищенського району Бердичівської округи на Київщині.
У лютому 1932 Погребищенський район став частиною новоутвореної Вінницької області.
1933 році під час голодомору померло 280 односельчан. 
В середині 30-х рр. XX ст. біля села була побудована одноколійна залізниця зі станцією Мончин.
Під час Другої світової війни село було окуповане фашистами у другій половині липня 1941 року. На станції стояла німецька залога. У 1941 і 1943 роках через станцію проходили евакуйовані вантажні поїзди, які були зупинені через підрив колії літаками. Червоною армією село було зайняте 2 січня 1944 року.
Після завершення війни залізничне сполучення було відновлене лише в середині 1950-х років.
На початку 1970-х років за місцевим колгоспом ім. Леніна було закріплено 4291 га землі, у тому числі 3544 га орної. Господарство було рільничо-тваринницького напрямку. В селі була середня школа, будинок культури, бібліотека, фельдшерсько-акушерський пкнкт. Видавалася багатотиражна газета «Шляхом Леніна».
У 1995 році залізничний рух був припинений через нерентабельність.
Протягом лютого-квітня 2011 року в селі проходила робота, що до координації дій людей і установ що до газифікації села. А протягом травня-серпня проходили роботи по укладці газових труб загалом ≈ 20 км. В листопаді було установлено газорозподільчу станцію. І лише 20 квітня 2012 року відбулися заходи з введення в експлуатацію газопроводу.
12 червня 2020 року, відповідно до розпорядження Кабінету Міністрів України № 707-р «Про визначення адміністративних центрів та затвердження територій територіальних громад Вінницької області», увійшло до складу Погребищенської міської громади.
19 липня 2020 року, в результаті адміністративно-територіальної реформи та ліквідації Погребищенського району, село увійшло до складу Вінницького району.

## Населення
За даними перепису 2001 року кількість наявного населення села становила 601 особи, із них 98,36 % зазначили рідною мову українську, 0,99 % — російську, 0,33 % — білоруську.
| Рік            | 1897 | ~1900 | ~1902 | ~1972 | 1989 | 2001 |
| -------------- | ---- | ----- | ----- | ----- | ---- | ---- |
| Кількість осіб |      |       |       | 1236  | 740  | 609  |

### Мова
Розподіл населення за рідною мовою за даними перепису 2001 року:
| Мова       | Відсоток |
| ---------- | -------- |
| українська | 98,36%   |
| російська  | 0,99%    |
| інші       | 0,65%    |

## Відомі люди
- Горобчук Іван Іванович — живописець.
- Янчук Василь Зіновійович — професор, доктор юридичних наук.

## Працювали в селі
У двадцяті роки минулого століття у Мончині, після закінчення учительської семінарії, викладацькою роботою займався Дмитро Заянчківський. Майбутній дитячий письменник, член літературного об'єднання "Плуг", автор п'єси "Тарасик" - про дитячі роки Тараса Шевченка - (Х.; К., 1925). У селі організував хату-читальню, хор і драматичний гурток.